# Mare z Easttownu
Mare z Easttownu (v anglickém originále Mare of Easttown) je americká kriminální dramatická minisérie, jež vytvořil Brad Ingelsby pro HBO. První epizoda sedmidílné minisérie měla premiéru dne 18. dubna 2021 a poslední dne 30. května 2021. Hlavní roli detektivky vyšetřující vraždu v malém městečku poblíž Filadelfie ztvárnila Kate Winsletová. Vedlejší role ztvárnili Julianne Nicholson, Jean Smartová, Angourie Rice, Evan Peters, Sosie Bacon, David Denman, Neal Huff, James McArdle, Guy Pearce, Cailee Spaeny, John Douglas Thompson a Joe Tippett.
Mare z Easttownu získala ohlas kritiků, kteří vyzdvihovali její příběh, postavy, herecké výkony a reprezentaci žen. Minisérie obdržela 16 nominací na 73. ročníku udílení cen Emmy, přičemž Winsletová, Peters a Nicholson zvítězili v hereckých kategoriích. Winsletová také získala Zlatý glóbus za nejlepší ženský herecký výkon v minisérii nebo TV filmu a Cenu Sdružení filmových a televizních herců za nejlepší ženský herecký výkon v minisérii nebo TV filmu.

## Obsazení

### Hlavní role
- Kate Winsletová jako Marianne „Mare“ Sheehan, detektivka, která vyšetřuje vraždu mladé dívky a zmizení dalších
- Julianne Nicholson jako Lori Ross, nejbližší přítelkyně Mare
- Jean Smartová jako Helen Fahey, matka Mare
- Angourie Rice jako Siobhan Sheehan, dcera Mare
- David Denman jako Frank Sheehan, bývalý manžel Mare
- Neal Huff jako Dan Hastings, bratranec Mare, katolický kněz a pastor
- Guy Pearce jako Richard Ryan, spisovatel a profesor
- Cailee Spaeny jako Erin McMenamin, dospívající svobodná matka, ke které se její bývalý přítel chová špatně
- John Douglas Thompson jako šéf Carter, šéf policejního oddělení
- Joe Tippett jako John Ross, manžel Lori
- Evan Peters jako detektiv Colin Zabel, detektiv, který byl zavolán, aby pomohl Mare s případem
- Sosie Bacon jako Carrie Layden, matka Drewa, vnuka Mare, a bývalá přítelkyně jejího zesnulého syna Kevina
- James McArdle jako Mark Burton, katolický jáhen přeřazený do Easttownu po obviněních ze sexuálního zneužití v jeho předchozí farnosti

### Vedlejší role
- Kate Arrington jako Faye, snoubenka Franka
- Ruby Cruz jako Jess Riley, nejlepší přítelkyně Erin
- Ned Eisenberg jako detektiv Hauser, detektiv
- Enid Graham jako Dawn Bailey, obyvatelka Easttownu, její dcera Katie je přes rok pohřešovaná
- Deborah Hedwall jako Judy Zabel, matka Colina, s níž žije
- Caitlin Houlahan jako Katie Bailey, dívka, která se před rokem ztratila v Easttownu
- Cameron Mann jako Ryan Ross, syn Johna a Lori
- Jack Mulhern jako Dylan Hinchey, bývalý přítel Erin
- Patrick Murney jako Kenny McMenamin, otec Erin
- Chinasa Ogbuagu jako Beth Hanlon, sestra Freddieho, blízká přítelkyně Mare a Dawn
- Phyllis Somerville jako Betty Carroll, starší obyvatelka Easttownu
- Robbie Tann jako Billy Ross, bratr Johna, švagr Lori a bratranec Kennyho
- Madeline Weinstein jako Becca, partnerka Siobhan

## Seznam dílů
| Č. v seriálu | Původní název          | Český název       | Režie       | Scénář        | Premiéra na HBO |
| ------------ | ---------------------- | ----------------- | ----------- | ------------- | --------------- |
| 1            | Miss Lady Hawk Herself | První dáma Hawks  | Craig Zobel | Brad Ingelsby | 18. dubna 2021  |
| 2            | Fathers                | Otcové            | Craig Zobel | Brad Ingelsby | 25. dubna 2021  |
| 3            | Enter Number Two       | Druhý pokus       | Craig Zobel | Brad Ingelsby | 2. května 2021  |
| 4            | Poor Sisyphus          | Chudák Sisyfos    | Craig Zobel | Brad Ingelsby | 9. května 2021  |
| 5            | Illusions              | Iluze             | Craig Zobel | Brad Ingelsby | 16. května 2021 |
| 6            | Sore Must Be the Storm | V nejtěžší chvíli | Craig Zobel | Brad Ingelsby | 23. května 2021 |
| 7            | Sacrament              | Svátost           | Craig Zobel | Brad Ingelsby | 30. května 2021 |

## Produkce

### Casting
V lednu 2019 byl oznámeno, že Kate Winslet byla obsazena do hlavní role minisérie z produkce HBO, která se bude natáčet na předměstí Filadelfie. V září 2019 bylo oznámeno, že se k obsazení připojí Julianne Nicholson, Jean Smartová, Angourie Rice, Evan Peters, Cailee Spaeny a David Denman. John Douglas Thompson, Patrick Murney, Ben Miles, Katie Kreisler, James McArdle, Sosie Bacon, Joe Tippett, Neal Huff byli obsazeni v říjnu 2019. V únoru 2021 bylo oznámeno, že se k obsazení připojil Guy Pearce, který nahradil Milese v jeho roli. Stejného měsíce byli obsazeni Mackenzie Lansing, Kate Arrington, Ruby Cruz, James Easter Bradford, Elisa Davis, Enid Graham, Justin Hurtt-Dunkley, Izzy King, Jack Mulhern, Anthony Norman, Drew Scheid a Madeline Weinstein.

## Přijetí

### Kritika
Mare z Easttownu získala uznání kritiky. Na serveru Rotten Tomatoes získala hodnocení 95 % na základě 128 recenzí s průměrným hodnocením 8,1/10. Konsenzus webu zní: „Ambice Mare z Easttownu, založené na tom nejlepším v kariéře Kate Winslet, někdy přesahují její dosah, ale její ústřední tajemství je podpořeno tak silným smyslem pro místo a charakter, na kterém stěží záleží.“ Na serveru Metacritic získala skóre 81 ze 100 na základě 42 recenzí, označující „univerzální uznání“.
Winsletová obdržela za svůj výkon uznání. Caryn Jamesová z BBC napsala: „Winslet se neokoukaně vrací do televize...a její divoká, obyčejná hrdinka je nádherně skutečná.“ Alex Abad-Santos z Vox popsala výkon Winslet jako „hypnotizující“ a dodala, že „nám umožňuje vidět ošklivost, které je Mare schopná, a jak je posedlá, možná dokonce urážlivá, když je ohrožena.“

### Ocenění
| Ocenění                                        | Rok  | Kategorie                                                                                   | Nominovaný                                                                                                | Výsledek  | Ref.          |
| ---------------------------------------------- | ---- | ------------------------------------------------------------------------------------------- | --- | --------- | ------------- |
| AACTA International Awards                     | 2022 | Nejlepší dramatický seriál                                                                  | Mare z Easttownu                                                                                          | nominace  | [ 11 ]        |
| AACTA International Awards                     | 2022 | Nejlepší herečka v seriálu                                                                  | Kate Winslet                                                                                              | vítězství | [ 11 ]        |
| American Cinema Editors Awards                 | 2022 | Nejlepší střih limitovaného seriálu                                                         | Amy E. Duddleston, Naomi Sunrise Filoramo (za „Otcové“)                                                   | nominace  | [ 12 ]        |
| American Cinema Editors Awards                 | 2022 | Nejlepší střih limitovaného seriálu                                                         | Amy E. Duddleston (za „Iluze“)                                                                            | vítězství | [ 12 ]        |
| American Society of Cinematographers Awards    | 2022 | Vynikající úspěch v kinematografii ve filmu nebo limitovaném seriálu vyrobeném pro televizi | Ben Richardson (za „Iluze“)                                                                               | nominace  | [ 13 ]        |
| Art Directors Guild Awards                     | 2022 | Nejlepší produkční design limitovaného seriálu nebo TV filmu                                | Keith P. Cunningham                                                                                       | nominace  | [ 14 ]        |
| Televizní cena Britské akademie                | 2022 | Nejlepší mezinárodní televizní pořad                                                        | Mare z Easttownu                                                                                          | nominace  | [ 15 ]        |
| Televizní cena Britské akademie                | 2022 | Nejlepší televizní herečka v hlavní roli                                                    | Kate Winslet                                                                                              | nominace  | [ 15 ]        |
| Cinema Audio Society Awards                    | 2022 | Vynikající úspěch v mixování zvuku pro filmy nebo limitované série                          | Richard Bullock, Joseph DeAngelis, Chris Carpenter (za „V nejtěžší chvíli“)                               | vítězství | [ 16 ]        |
| Costume Designers Guild Awards                 | 2022 | Dokonalost v současné televizi                                                              | Meghan Kasperlik (za „První dáma Hawks“)                                                                  | nominace  | [ 17 ]        |
| Critics' Choice Television Awards              | 2022 | Nejlepší limitovaný seriál                                                                  | Mare z Easttownu                                                                                          | vítězství | [ 18 ]        |
| Critics' Choice Television Awards              | 2022 | Nejlepší herečka v TV filmu nebo limitovaném seriálu                                        | Kate Winslet                                                                                              | vítězství | [ 18 ]        |
| Critics' Choice Television Awards              | 2022 | Nejlepší herec ve vedlejší roli v TV filmu nebo limitovaném seriálu                         | Evan Peters                                                                                               | nominace  | [ 18 ]        |
| Critics' Choice Television Awards              | 2022 | Nejlepší herečka ve vedlejší roli v TV filmu nebo limitovaném seriálu                       | Julianne Nicholson                                                                                        | nominace  | [ 18 ]        |
| Critics' Choice Television Awards              | 2022 | Nejlepší herečka ve vedlejší roli v TV filmu nebo limitovaném seriálu                       | Jean Smartová                                                                                             | nominace  | [ 18 ]        |
| Directors Guild of America Awards              | 2022 | Vynikající režijní úspěch v minisérii nebo TV filmu                                         | Craig Zobel                                                                                               | nominace  | [ 19 ]        |
| Cena Emmy                                      | 2021 | Nejlepší minisérie                                                                          | Mare z Easttownu                                                                                          | nominace  | [ 20 ] [ 21 ] |
| Cena Emmy                                      | 2021 | Nejlepší herečka v minisérii nebo televizním filmu                                          | Kate Winslet                                                                                              | vítězství | [ 20 ] [ 21 ] |
| Cena Emmy                                      | 2021 | Nejlepší herec ve vedlejší roli v minisérii nebo TV filmu                                   | Evan Peters                                                                                               | vítězství | [ 20 ] [ 21 ] |
| Cena Emmy                                      | 2021 | Nejlepší herečka ve vedlejší roli v minisérii nebo TV filmu                                 | Julianne Nicholson                                                                                        | vítězství | [ 20 ] [ 21 ] |
| Cena Emmy                                      | 2021 | Nejlepší herečka ve vedlejší roli v minisérii nebo TV filmu                                 | Jean Smartová                                                                                             | nominace  | [ 20 ] [ 21 ] |
| Cena Emmy                                      | 2021 | Nejlepší režie minisérie nebo televizního filmu                                             | Craig Zobel                                                                                               | nominace  | [ 20 ] [ 21 ] |
| Cena Emmy                                      | 2021 | Nejlepší scénář pro minisérii nebo televizní film                                           | Brad Ingelsby                                                                                             | nominace  | [ 20 ] [ 21 ] |
| Gold Derby Awards                              | 2021 | Nejlepší dramatický seriál                                                                  | Mare z Easttownu                                                                                          | nominace  | [ 22 ]        |
| Gold Derby Awards                              | 2021 | Nejlepší ženský herecký výkon v hlavní roli (minisérie / TV film)                           | Kate Winslet                                                                                              | vítězství | [ 22 ]        |
| Gold Derby Awards                              | 2021 | Nejlepší mužský herecký výkon ve vedlejší roli (minisérie / TV film)                        | Evan Peters                                                                                               | vítězství | [ 22 ]        |
| Gold Derby Awards                              | 2021 | Nejlepší ženský herecký výkon ve vedlejší roli (minisérie / TV film)                        | Julianne Nicholson                                                                                        | nominace  | [ 22 ]        |
| Gold Derby Awards                              | 2021 | Nejlepší ženský herecký výkon ve vedlejší roli (minisérie / TV film)                        | Jean Smartová                                                                                             | nominace  | [ 22 ]        |
| Gold Derby Awards                              | 2021 | Obsazení roku                                                                               | Mare z Easttownu                                                                                          | nominace  | [ 22 ]        |
| Golden Reel Awards                             | 2022 | Nejlepší zvuk – minisérie nebo antologický seriál                                           | Bradley North, Tiffany S. Griffith, Jordan Wilby, Antony Zeller, Zane Bruce, Stephanie Lowry (za „Iluze“) | nominace  | [ 23 ]        |
| Hollywood Critics Association TV Awards        | 2021 | Nejlepší vysílaná kabelová minisérie, antologický seriál nebo TV film                       | Mare z Easttownu                                                                                          | vítězství | [ 24 ] [ 25 ] |
| Hollywood Critics Association TV Awards        | 2021 | Nejlepší herečka v minisérii, antologickém seriálu nebo TV filmu                            | Kate Winslet                                                                                              | nominace  | [ 24 ] [ 25 ] |
| Hollywood Critics Association TV Awards        | 2021 | Nejlepší herec ve vedlejší roli v minisérie, antologickém seriálu nebo TV filmu             | Evan Peters                                                                                               | vítězství | [ 24 ] [ 25 ] |
| Hollywood Critics Association TV Awards        | 2021 | Nejlepší herečka ve vedlejší roli v minisérie, antologickém seriálu nebo TV filmu           | Julianne Nicholson                                                                                        | nominace  | [ 24 ] [ 25 ] |
| Hollywood Critics Association TV Awards        | 2021 | Nejlepší herečka ve vedlejší roli v minisérie, antologickém seriálu nebo TV filmu           | Jean Smartová                                                                                             | nominace  | [ 24 ] [ 25 ] |
| Make-Up Artists and Hair Stylists Guild Awards | 2022 | Nejlepší masky v televizním seriálu nebo minisérii                                          | Debi Young, Ngozi Olandu Young, Sandra Linn, Rachel Geary                                                 | nominace  | [ 26 ]        |
| Make-Up Artists and Hair Stylists Guild Awards | 2022 | Nejlepší účesy v televizním seriálu nebo minisérii                                          | Lawrence Davis, Shunika Terry, Lydia Benaim, Ivana Primorac                                               | nominace  | [ 26 ]        |
| Primetime Creative Arts Emmy Awards            | 2021 | Nejlepší casting minisérie nebo TV filmu                                                    | Avy Kaufman, Diane Heery, Jason Loftus                                                                    | nominace  | [ 20 ] [ 21 ] |
| Primetime Creative Arts Emmy Awards            | 2021 | Nejlepší kamera pro minisérii nebo TV film                                                  | Ben Richardson (za „Iluze“)                                                                               | nominace  | [ 20 ] [ 21 ] |
| Primetime Creative Arts Emmy Awards            | 2021 | Nejlepší současné kostýmy                                                                   | Meghan Kasperlik, Francisco Stoll, Taylor Smith, Laura Downing, Jennifer Hryniw (za „První dáma Hawks“)   | nominace  | [ 20 ] [ 21 ] |
| Primetime Creative Arts Emmy Awards            | 2021 | Nejlepší současné účesy                                                                     | Shunika Terry, Lawrence Davis, Lydia Benaim, Ivana Primorac (za „V nejtěžší chvíli“)                      | nominace  | [ 20 ] [ 21 ] |
| Primetime Creative Arts Emmy Awards            | 2021 | Nejlepší současné masky (neprotetické)                                                      | Debi Young, Sandra Linn, Ngozi Olandu Young, Rachel Geary (za „V nejtěžší chvíli“)                        | nominace  | [ 20 ] [ 21 ] |
| Primetime Creative Arts Emmy Awards            | 2021 | Nejlepší střih jedno-kamerové minisérie nebo TV filmu                                       | Amy E. Duddleston, Naomi Sunrise Filoramo (za „Otcové“)                                                   | nominace  | [ 20 ] [ 21 ] |
| Primetime Creative Arts Emmy Awards            | 2021 | Nejlepší střih jedno-kamerové minisérie nebo TV filmu                                       | Amy E. Duddleston (za „První dáma Hawks“)                                                                 | nominace  | [ 20 ] [ 21 ] |
| Primetime Creative Arts Emmy Awards            | 2021 | Nejlepší výrobní design pro současný narativní pořad (jedna hodina nebo více)               | Keith P. Cunningham, James F. Truesdale, Edward McLoughlin (za „V nejtěžší chvíli“)                       | vítězství | [ 20 ] [ 21 ] |
| Primetime Creative Arts Emmy Awards            | 2021 | Nejlepší zvuk minisérie nebo TV filmu                                                       | Joe DeAngelis, Chris Carpenter, Richard Bullock (za „V nejtěžší chvíli“)                                  | nominace  | [ 20 ] [ 21 ] |
| Producers Guild of America Awards              | 2022 | Vynikající producent minisérie nebo antologického seriálu                                   | Mare z Easttownu                                                                                          | vítězství | [ 27 ]        |
| Satellite Awards                               | 2022 | Nejlepší minisérie                                                                          | Mare z Easttownu                                                                                          | vítězství | [ 28 ]        |
| Satellite Awards                               | 2022 | Nejlepší herečka v minisérii nebo TV filmu                                                  | Kate Winslet                                                                                              | vítězství | [ 28 ]        |
| Satellite Awards                               | 2022 | Nejlepší herec ve vedlejší roli v minisérii nebo TV filmu                                   | Evan Peters                                                                                               | vítězství | [ 28 ]        |
| Satellite Awards                               | 2022 | Nejlepší herečka ve vedlejší roli v minisérii nebo TV filmu                                 | Julianne Nicholson                                                                                        | nominace  | [ 28 ]        |
| Satellite Awards                               | 2022 | Nejlepší herečka ve vedlejší roli v minisérii nebo TV filmu                                 | Jean Smartová                                                                                             | nominace  | [ 28 ]        |
| Cena Sdružení filmových a televizních herců    | 2022 | Nejlepší mužský herecký výkon v minisérii nebo v TV filmu                                   | Evan Peters                                                                                               | nominace  | [ 29 ]        |
| Cena Sdružení filmových a televizních herců    | 2022 | Nejlepší ženský herecký výkon v minisérii nebo v TV filmu                                   | Jean Smartová                                                                                             | nominace  | [ 29 ]        |
| Cena Sdružení filmových a televizních herců    | 2022 | Nejlepší ženský herecký výkon v minisérii nebo v TV filmu                                   | Kate Winslet                                                                                              | vítězství | [ 29 ]        |
| Cena Sdružení filmových a televizních herců    | 2022 | Nejlepší výkon kaskadérského souboru v seriálu                                              | Mare z Easttownu                                                                                          | nominace  | [ 29 ]        |
| Ceny Asociace televizních kritiků              | 2022 | Pořad roku                                                                                  | Mare z Easttownu                                                                                          | nominace  | [ 30 ]        |
| Ceny Asociace televizních kritiků              | 2022 | Vynikající úspěch ve filmu, minisérii a speciálu                                            | Mare z Easttownu                                                                                          | vítězství | [ 30 ]        |
| Ceny Asociace televizních kritiků              | 2022 | Vynikající nový pořad                                                                       | Mare z Easttownu                                                                                          | nominace  | [ 30 ]        |
| Ceny Asociace televizních kritiků              | 2022 | Individuální úspěch v dramatu                                                               | Kate Winslet                                                                                              | nominace  | [ 30 ]        |
| Writers Guild of America Awards                | 2022 | Nejlepší psaní – dlouhá forma                                                               | Brad Ingelsby                                                                                             | vítězství | [ 31 ]        |
| Zlatý glóbus                                   | 2022 | Nejlepší minisérie nebo TV film                                                             | Mare z Easttownu                                                                                          | nominace  | [ 32 ]        |
| Zlatý glóbus                                   | 2022 | Nejlepší herečka v minisérii nebo TV filmu                                                  | Kate Winslet                                                                                              | vítězství | [ 32 ]        |